# Rockville (Indiana)
Rockville ist eine Town in der Adams Township des Parke County, Indiana in den Vereinigten Staaten. 2010 hatte Rockville 2607 Einwohner. Die Stadt ist County Seat des Countys und ist als „Welthauptstadt der gedeckten Brücken“ bekannt.

## Geschichte
Rockville wurde 1824 gegründet, drei Jahre nachdem das County ins Leben gerufen worden war. 1825 hatte die Stadt zwischen 500 und 600 Einwohner. Im Juli 1854 stimmten die Einwohner dafür, die Stadt zu inkorporieren.

## Geographie

Map of Rockville

Rockville befindet sich an der Kreuzung von U.S. Highway 36 (Ohio Street) und U.S. Highway 41 (Lincoln Road), etwa 50 km südwestlich von Crawfordsville. Die Gemarkung Rockvilles hat einen unregelmäßigen Zuschnitt, die meisten Straßen verlaufen jedoch innerhalb eines rechtwinkligen, eingenordeten Straßengitters. Die nordöstliche Ecke Rockvilles stößt an den Rockville Lake. Östlich des Ortes ist die nähere Umgebung bewaldet, während nach Westen hin Felder und Wiesen vorherrschen.
Nach den Angaben des United States Census Bureau von 2010 hat die Stadt eine Gesamtfläche von 3,86 km², und es gibt keine nennenswerten Gewässerflächen.

## Demographie

### Census 2000
Zum Zeitpunkt des United States Census 2000 bewohnten Rockville 2765 Personen. Die Bevölkerungsdichte betrug 741,4 Personen pro km². Es gab 1390 Wohneinheiten, durchschnittlich 372,7 pro km². Die Bevölkerung Rockvilles bestand zu 98,16 % aus Weißen, 0,14 % Schwarzen oder African American, 0,47 % Native American, 0,29 % Asian, 0 % Pacific Islander, 0,22 % gaben an, anderen Rassen anzugehören und 0,72 % nannten zwei oder mehr Rassen. 0,83 % der Bevölkerung erklärten, Hispanos oder Latinos jeglicher Rasse zu sein.
Die Bewohner Rockvilles verteilten sich auf 1286 Haushalte, von denen in 24,4 % Kinder unter 18 Jahren lebten. 43,5 % der Haushalte stellten Verheiratete, 10,8 % hatten einen weiblichen Haushaltsvorstand ohne Ehemann und 42,8 % bildeten keine Familien. 39,4 % der Haushalte bestanden aus Einzelpersonen und in 23,0 % aller Haushalte lebte jemand im Alter von 65 Jahren oder mehr alleine. Die durchschnittliche Haushaltsgröße betrug 2,11 und die durchschnittliche Familiengröße 2,82 Personen.
Die Bevölkerung verteilte sich auf 21,5 % Minderjährige, 6,9 % 18–24-Jährige, 27,0 % 25–44-Jährige, 20,9 % 45–64-Jährige und 23,7 % im Alter von 65 Jahren oder mehr. Der Median des Alters betrug 42 Jahre. Auf jeweils 100 Frauen entfielen 81,1 Männer. Bei den über 18-Jährigen entfielen auf 100 Frauen 77,0 Männer.
Das mittlere Haushaltseinkommen in Rockville betrug 27.813 US-Dollar und das mittlere Familieneinkommen erreichte die Höhe von 36.066 US-Dollar. Das Durchschnittseinkommen der Männer betrug 30.909 US-Dollar, gegenüber 21.745 US-Dollar bei den Frauen. Das Pro-Kopf-Einkommen belief sich auf 18.431 US-Dollar. 15,4 % der Bevölkerung und 14,8 % der Familien hatten ein Einkommen unterhalb der Armutsgrenze, davon waren 28,0 % der Minderjährigen und 9,7 % der Altersgruppe 65 Jahre und mehr betroffen.

### Census 2010
Beim United States Census 2010 hatte Rockville 2607 Einwohner. Die Bevölkerungsdichte betrug 675,6 Einwohner pro Quadratkilometer. Insgesamt gab es 675,6 Wohneinheiten, das sind 361,2 pro Quadratkilometer. Von der Einwohnerschaft waren 98,7 % Weiße, 0,1 % African American, 0,5 % Natives, 0,2 % Asians und 0,1 % Angehöriger anderer Races. 0,5 % erklärten, Angehöriger anderer Races zu sein. Als Hispanos oder Latinos identifizierten sich 0,7 der Bevölkerung.
Von den 1212 Haushalten bestanden 679 aus Familien. Im 24,6 % der Haushalte lebten Minderjährige und in 39,9 % der Haushalte verheiratete Paare. Ein weibliches Haushaltsoberhaupt hatten 12,8 % der Haushalte und Männer ohne Ehefrauen führten 3,3 % der Haushalte. 44,0 % der Haushalte bestanden nicht aus Familien, und in 39,5 % der Haushalte bestandes aus Einzelpersonen, 20,1 % der Haushalte bestanden aus Einzelpersonen, die zum Zeitpunkt der Erhebung über 65 Jahre alt waren. Die durchschnittliche Haushaltsgröße betrug 2,14 Personen, Familien hatten durchschnittlich 2,82 Mitglieder.
Der Median des Alters war 44,8 Jahre. 20,9 % der Einwohner waren minderjährig, 8,1 % entfielen auf die Altersgruppe 18–24 Jahre; 21,2 % waren 25–44 Jahre alt, 27,4 % waren 45–64 Jahre alt und 22,3 % waren 65 Jahre alt oder älter. 46,8 % der Einwohner waren männlich und 53,2 % weiblich.

## Persönlichkeiten
- Ernest Freed (1908–1974) – Maler
- Morris K. Jessup (1900–1959) – UFO-Theoretiker
- Donald Lash (1912–1994) – Langstreckenläufer
- Mark L. De Motte (1832–1908) – Abgeordneter im 47. Kongress der Vereinigten Staaten

## Belege
1. ↑  Bowen 1913, S. 164–171.
2. ↑  2010 Census U.S. Gazetteer Files for Places – Indiana. United States Census, archiviert vom Original am 12. Oktober 2013; abgerufen am 1. April 2013 (englisch).  Info: Der Archivlink wurde automatisch eingesetzt und noch nicht geprüft. Bitte prüfe Original- und Archivlink gemäß Anleitung und entferne dann diesen Hinweis.
3. ↑  American FactFinder. United States Census Bureau, abgerufen am 11. April 2013 (englisch).